# Burg Normannstein

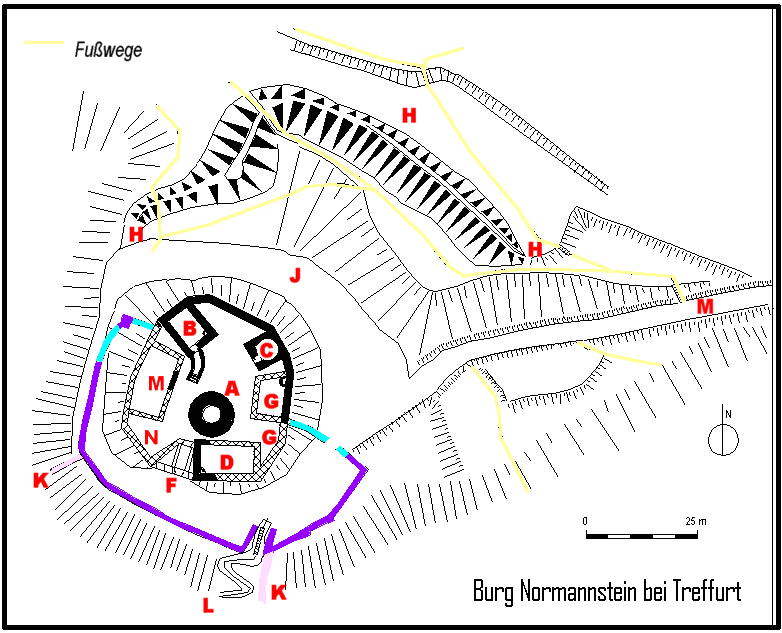
Übersichtsplan

Die Burg Normannstein ist die gut erhaltene Ruine einer Spornburg auf 290 m ü. NHN oberhalb der thüringischen Stadt Treffurt an der Werra, unmittelbar an der Landesgrenze zu Hessen gelegen.

## Geschichte
Die romanische Burg wurde wahrscheinlich ab dem 9. Jahrhundert errichtet, um einen Abschnitt des Werratals zu kontrollieren. Zunächst befand sich hier eine Warte, die aus dem heute noch bestehenden Rundturm sowie einer Ummauerung bestand. Um 1200 wurde die Warte dann vom Adelsgeschlecht der Herren von Treffurt zur Burg umgebaut. Dabei entstanden die beiden viereckigen Türme, der Torbau und der Knappenbau. Dazu kam später noch eine Vorburg, die wiederum durch eine Ringmauer geschützt wurde. Alle Gebäude bestehen aus Muschelkalk-Steinen. Nördlich der Burg wurde ein tiefer Halsgraben ausgeschachtet, um Angriffen vorzubeugen.
Die Treffurter Ritter nutzten die Burg als Wohnsitz. Sie standen im Dienste der Landgrafen von Thüringen aus Eisenach und verwalteten die Dörfer der Umgebung. Um die Wende zum 14. Jahrhundert wurden sie zu Raubrittern und plünderten immer wieder Dörfer im thüringisch-hessischen Grenzgebiet, was zu einer Belagerung von Stadt und Burg durch den Erzbischof von Mainz sowie die Landgrafen von Thüringen und Hessen führte. 1333 mussten die Ritter ihre Burg verlassen, kehrten aber bald wieder zurück, was zur erneuten Belagerung führte, die 1336 mit der endgültigen Vertreibung der Herren von Treffurt endete. Ihr Besitz – der die Orte Falken, Großburschla, die Hälfte von Schnellmannshausen, Wendehausen, Klein-Töpfer, die Stadt Treffurt und die Burg Normannstein umfasste – wurde danach von Mainz, Thüringen und Hessen als Ganerbschaft Treffurt gemeinschaftlich durch Amtsleute verwaltet, die fortan auf der Burg wohnten. 1417 wurde der Kapellenbau ergänzt. Im ausgehenden Mittelalter verließen die Amtsleute die unnütz gewordene Burg und verwalteten die Besitztümer fortan aus dem Hessischen, dem Sächsischen und dem Mainzer Hof in der Altstadt von Treffurt. Daraufhin verkam die Burg zum Steinbruch der Treffurter Bürger und verfiel. Erst jetzt tauchte der Name „Normannstein“ für die Burg zum ersten Mal auf.
1894 kaufte Gustav Döring die Burgruine und errichtete im Kapellengebäude eine Gaststätte und die Burg wurde zu einem beliebten Ausflugsziel für Wanderer. Zwischen 1921 und 1933 wurde die Burg mehrfach für Großveranstaltungen des Bundes Neudeutschland genutzt; 1924 spalteten sich hier die Normannsteiner vom Bund Neudeutschland ab. Die Gaststätte wurde von der Familie Schulz für einige Jahre weitergeführt. 1971 musste die Gaststätte schließen, vor allem weil sie zu nah an der innerdeutschen Grenze lag und somit nur umständlich mit Sondergenehmigung besucht werden durfte.
1975 begann die Nutzung durch den Jugendklub der Stadt Treffurt. Er führte an der Burg kleinere Instandhaltungsarbeiten durch, wodurch die Burg nicht dem Verfall preisgegeben wurde. Nach der deutschen Wiedervereinigung wurde die Burg zwischen 1995 und 2006 umfassend saniert und dient heute als Museum. Im großen Viereckturm ist die Ausstellung „Werraburgen über Werrafurten“ untergebracht, die sich mit den zahlreichen Burgen im Werratal beschäftigt. Die denkmalgeschützte Burg befindet sich im Besitz der Stadt Treffurt.
2008 wurde das Restaurant auf der Burg wiedereröffnet. Außerdem findet jährlich ein Fest statt, bei dem die Geschichte der Burg und ihre Beziehung zur Stadt Treffurt im Mittelpunkt stehen.

## Bauliche Anlagen
Ausgehend von einem romanischen Rundturm in Spornlage über der Stadt entwickelte sich dieses Bauwerk in mehreren Ausbaustufen zu einem hochmittelalterlichen Wohnschloss und nach der Vertreibung der Treffurter Ritter zur Ganerbenburg.
Der Rundturm (A) und die Reste der inneren Ringmauer repräsentieren die ältesten erhaltenen Teile der Burg. Dieser Turm besitzt eine sorgfältig geglättete Quadermauerstruktur, für 1333 ist eine Aufstockung belegbar – deutlich erkennbar durch minderwertigeres Baumaterial; der einstige Zugang liegt auf der Südseite in acht Metern Höhe. Der Turm ist fensterlos und diente als Bergfried, zunächst freistehend in der ersten Ausbauphase der Burg. Entsprechend nutzte man die sicheren Räume als Vorratslager und letzte Zufluchtsstätte im Falle einer Belagerung. Im Keller vermutet man eine Gefängniszelle. Die Mauerdicke des Turms beträgt im unteren Teil etwa drei Meter.
Der große Viereckturm (B) mit den zwei, in der Südwand eingefügten repräsentativen Triforien ist der Glanzpunkt der Anlage. Der als mehrgeschossiger Wohnturm errichtete Baukörper weist auf der Westseite über dem Graben noch Reste eines Aborterkers auf. Im ersten Stock des Turms verweist der Rest eines Kamines auf die gehobene Wohnqualität des Burgherrn hin. Heute ist in diesem 21,4 Meter hohen Turm, in dem zuweilen auch Trauungen stattfinden, das Burgmuseum untergebracht. Im obersten Geschoss befindet sich eine überdachte Aussichtsplattform.
Der kleine Viereckturm (C) stammt wahrscheinlich aus der gleichen Bauphase, diente aber primär als allseits geschlossener Wehrturm. Bei der Restaurierung wurde außen am Turm eine eiserne Wendeltreppe angebracht. Links und rechts am Turm gelangte man auf den Wehrgang der Ringmauer mit noch erkennbaren Schießscharten.
Der sogenannte Knappenbau (D) ist heute lediglich eine Ruine. Gut erhalten ist hier die Kaminanlage, welche das Gebäude als Wohnbereich und Burgküche belegt, weshalb das Gebäude als Palas der Burg gedient haben könnte.
Das gotische Kapellengebäude (M) stammt von 1417; als einziges Wohngebäude lag dieses außerhalb der inneren Ringmauer. Die äußere Ringmauer umgab nur den südlichen Teil der Kernburg – im Plan sind in Dunkelblau vorhandene und in Hellblau rekonstruierte Abschnitte dieser Schutzmauer dargestellt.
Das Torhaus (F) stammt aus der Zeit um 1200 und ist heute nicht mehr vorhanden. Es befand sich an der Außenseite der Ringmauer, dort wo heute eine Spitzbogentür steht.
Bei den seit 1994 laufenden Sanierungsarbeiten wurden die weitgehend zerstörten Bereiche im  Hofbereich bauarchäologisch untersucht, wodurch die Lage weiterer Nebengebäude (N) durch freigelegte Kellerreste (G) und Mauerpartien bestimmt werden konnte. Ein Brunnen oder eine Zisterne zur Trinkwasserversorgung wurde bisher nicht festgestellt.
Zum Schutz der Burganlage diente der etwa 10 m breite, nördlich vorgelagerte Halsgraben (J) und nördlich folgend ein mächtiger, sichelförmiger Schutzwall (H). Von Süden reichte die Stadtmauer (K) bis an die Burg und deckte den steilen Verbindungsweg (L) zur Normannsteinquelle und den Höfen der Burgmänner in der Stadt. Der Hauptzugang zur Burg erfolgte von Osten und ist durch die vorhandenen Hohlwege (M) noch gut zu erkennen.
Nachdem die Burgruine im 19. Jahrhundert von privat erworben wurde, entstand über den Mauerresten des Torhauses ein als Wohnhaus, Herberge, Burgmuseum und Ausflugsgaststätte genutztes Gebäude.  Bei der gegenwärtig (2008) andauernden Sanierung wurde dieses Gebäude erneut umgebaut; der Burghof wurde gepflastert, die Treppen und Sanitäranlagen erneuert, die innere Ringmauer restauriert und die Zufahrtsstraße zur Burg asphaltiert.

## Galerie

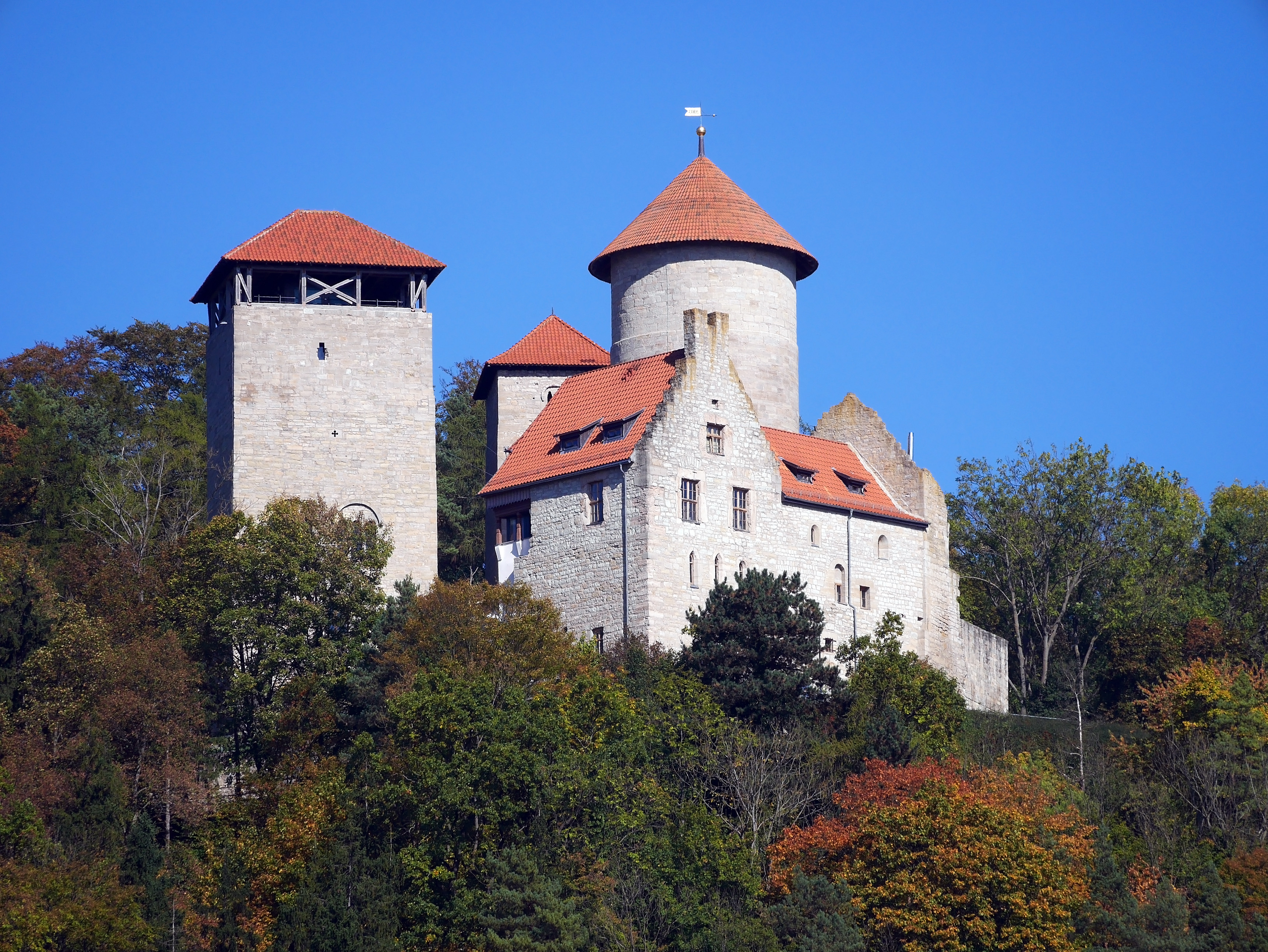
Burg von Treffurt aus.
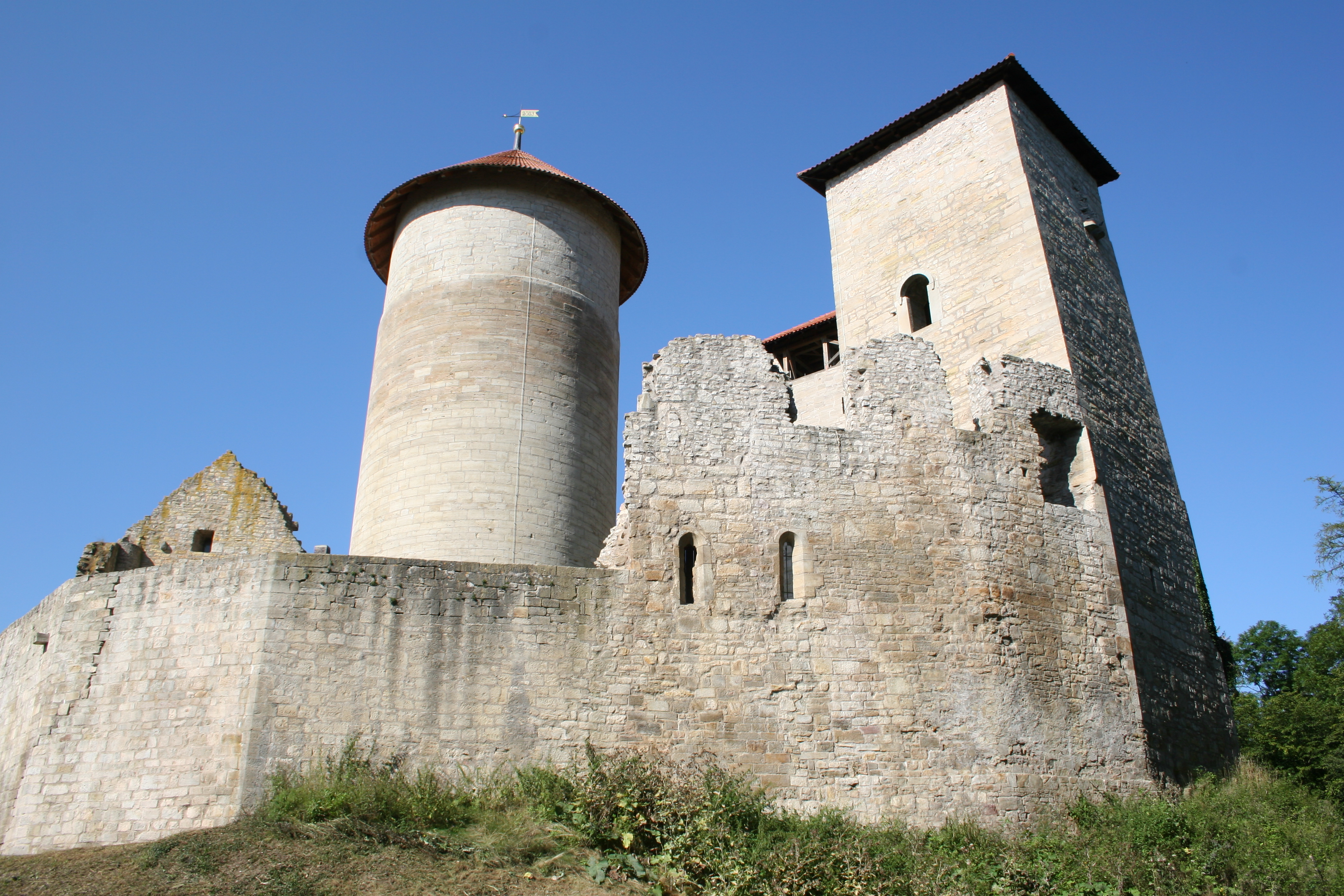
Burg von Südost.
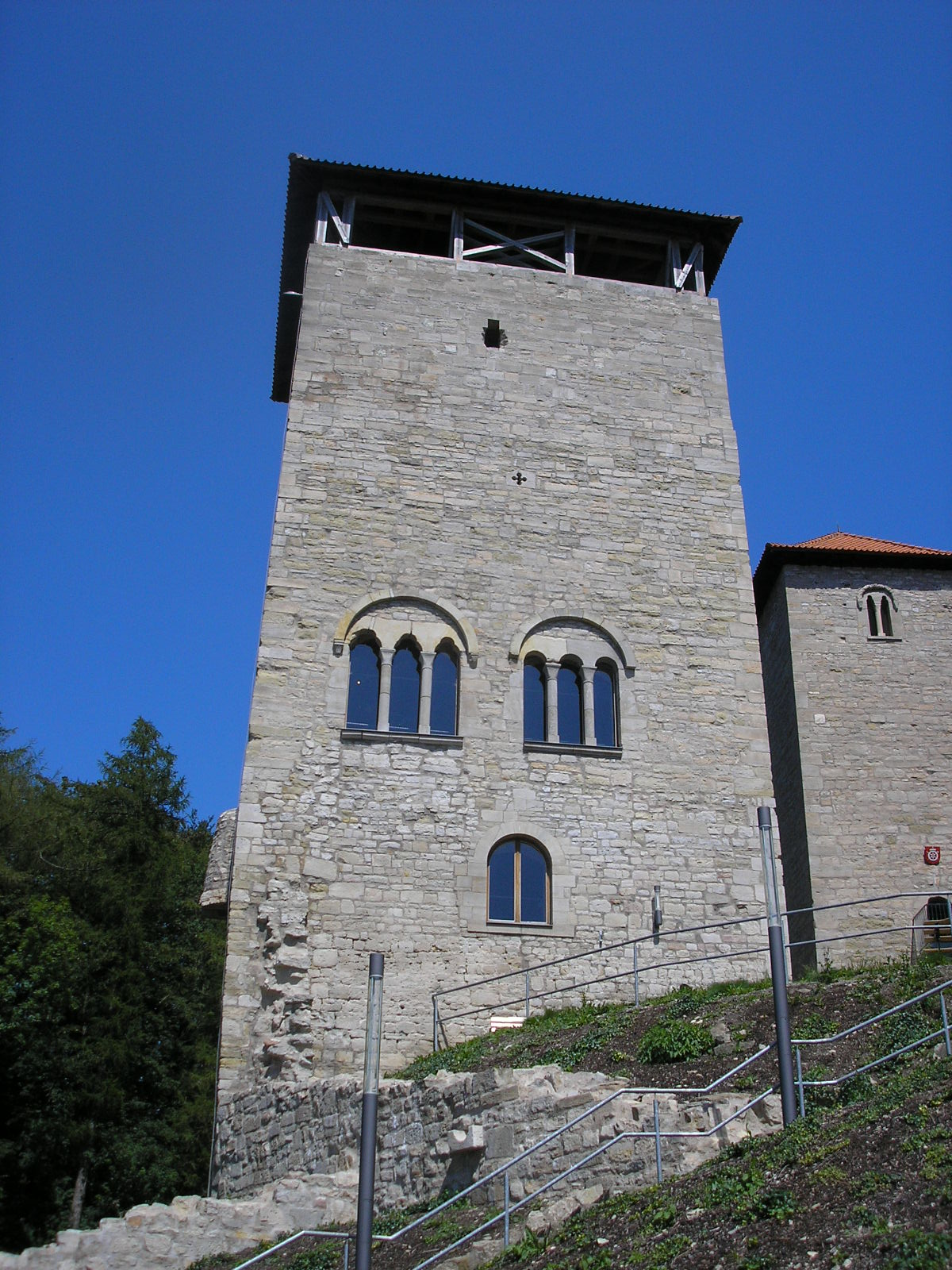
Der große Viereckturm, in dem das Museum untergebracht ist.
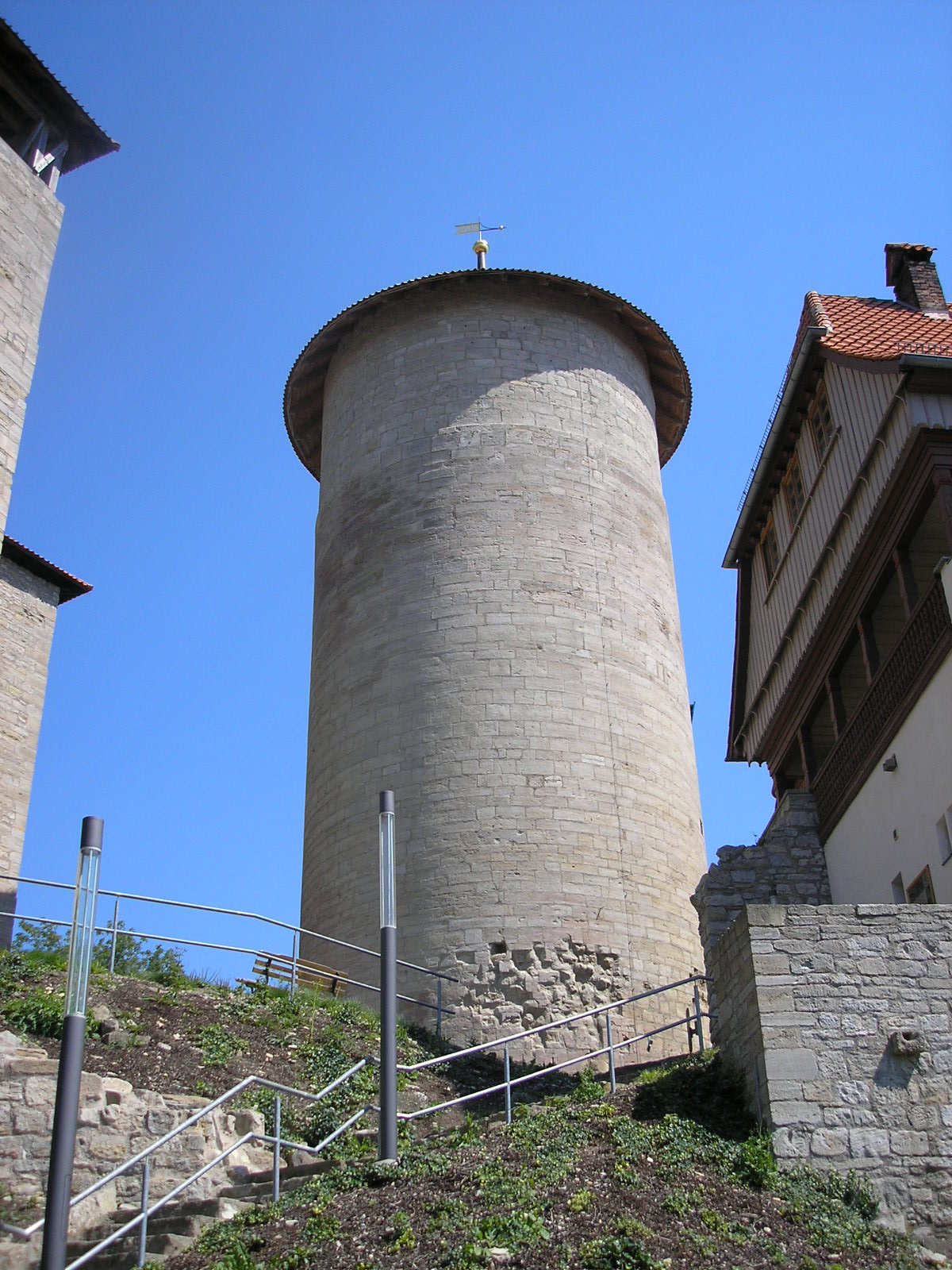
Der runde Bergfried.
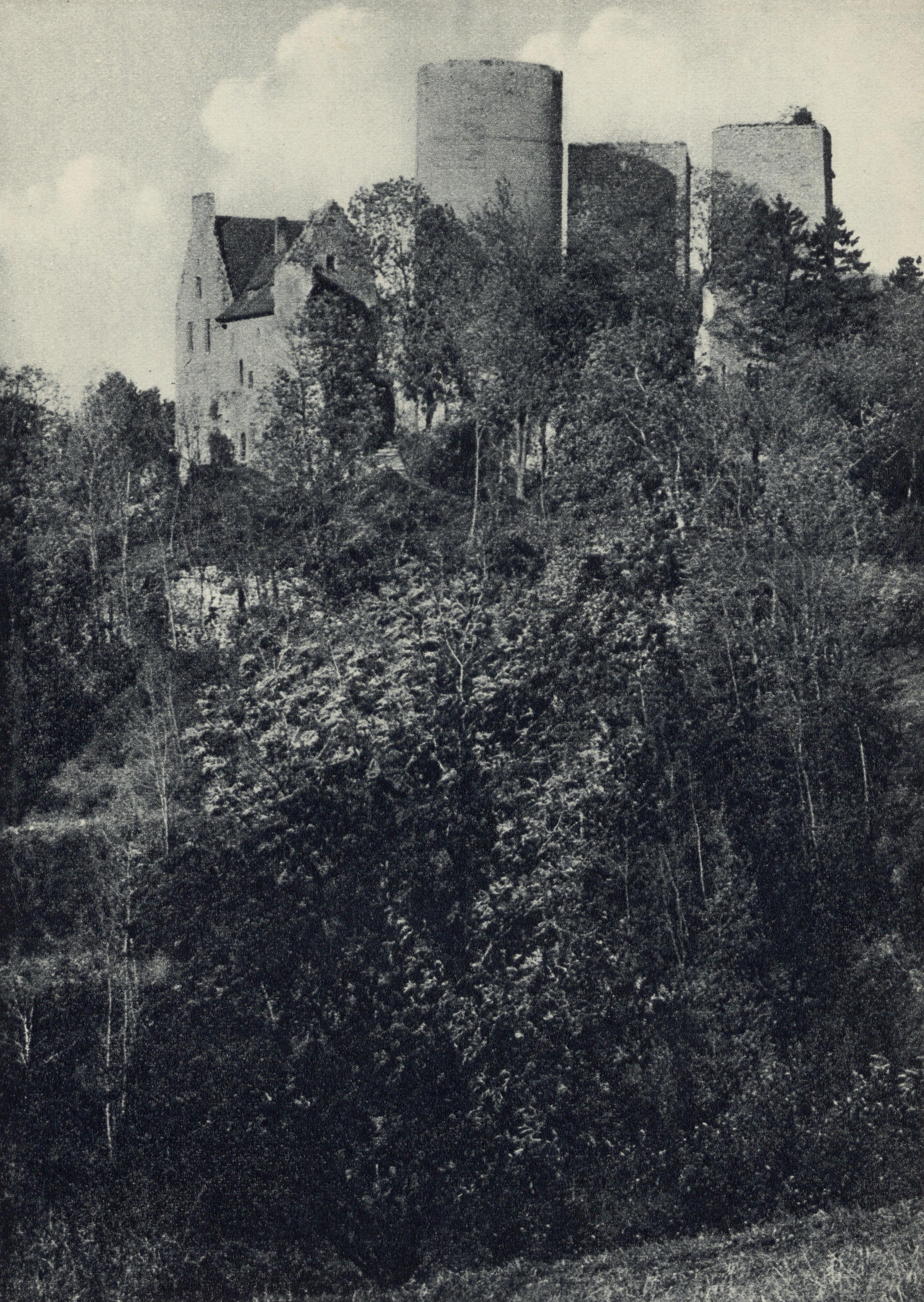
Der Normannstein in den 1920er Jahren – noch ohne Dächer auf dem Rundturm und den beiden Viereckstürmen.